# Sergio Garrone
Sergio Garrone (Roma, 15 aprile 1925 – Road Town, 12 luglio 2023) è stato un regista e sceneggiatore italiano.
Tra gli anni sessanta e anni ottanta del XX secolo dirige oltre dieci film e lavora ad oltre venti sceneggiature, principalmente nel campo degli spaghetti western.

## Biografia
Nato a Roma nel 1925, fratello dell'attore Riccardo Garrone, iniziò il proprio percorso nel cinema dal 1948, come documentarista, aiuto regista e assistente di produzione.
Negli anni cinquanta si ritirò dal cinema, da lui considerato poco remunerativo, rientrandovi soltanto nel 1965. 
Passò alla regia con alcuni buoni western: Django il bastardo (1969), uno dei migliori sotto-Django: uno spaghetti horror, tutto ambientato in una notte in un villaggio deserto. Il film è stato spesso citato come fonte d'ispirazione per il capolavoro di Clint Eastwood Lo straniero senza nome (1973).
Diede un'ottima prova di sé nel bellico La colomba non deve volare (1972) e negli anni settanta nel genere exploitation, specializzandosi nella realizzazione di film gemelli, girati nelle stesse location e con lo stesso cast (come La mano che nutre la morte e Le amanti del mostro).
Lasciò il cinema dopo avere diretto nel 1981 L'ultimo harem.
Fu personalmente invitato da Quentin Tarantino alle prime italiane dei suoi film Django Unchained e C'era una volta a... Hollywood, avvenute rispettivamente alla Festa del Cinema e al Cinema Adriano di Roma.
È morto il 12 luglio 2023, all'età di 98 anni.

## Filmografia

### Regista e sceneggiatore
- Se vuoi vivere... spara! (1968)
- Tre croci per non morire (1968)
- Una lunga fila di croci (1969)
- Django il bastardo (1969)
- Uccidi Django... uccidi per primo!!! (1971)
- Quel maledetto giorno della resa dei conti (1971)
- La colomba non deve volare (1972)
- La mano che nutre la morte (1974)
- Le amanti del mostro (1974)
- Lager SSadis Kastrat Kommandatur (1976)
- SS Lager 5 - L'inferno delle donne (1977)
- Il braccio violento della mala (1978)
- L'ultimo harem (1981)

### Sceneggiatore
- Degueyo, regia di Giuseppe Vari (1966)
- Killer Kid, regia di Leopoldo Savona (1967)
- 5 per l'inferno, regia di Gianfranco Parolini (1969)
- Tempo di Charleston, regia di Julio Diamante (1969)
- La morte bussa due volte (Blonde Köder für den Mörder), regia di Harald Philipp (1969)
- Bastardo, vamos a matar, regia di Gino Mangini (1971)
- La clinica dell'amore, regia di Renato Cadueri (1976)
- La pagella, regia di Ninì Grassia (1978)
- Malizia erotica, regia di José Ramón Larraz (1979)
- Perverse oltre le sbarre, regia di Gianni Siragusa (1984)
- Detenute violente, regia di Gianni Siragusa (1984)

### Produttore
- Degueyo, regia di Giuseppe Vari (1966)
- L'ultimo killer, regia di Giuseppe Vari (1967)
- Killer Kid, regia di Leopoldo Savona (1967)
- Io monaca... per tre carogne e sette peccatrici, regia di Ernst R. von Theumer (1972)

### Direttore di produzione
- L'esorciccio, regia di Ciccio Ingrassia (1975)

### Attore
- 1055 - Una magia senza fine, regia di Martina Manca – cortometraggio (2013)